# Юсуф-бий
Юсуф (ног. Юсып) (ум. 1554) — бий Ногайской Орды (1549—1554), до этого нурадин (1530 — 1540-е), сын ногайского бия Мусы.

## Биография
В 1530—1540-х годах Юсуф-мирза занимал должность нурадина и командира правого крыла в Ногайской Орде. В 1548/1549 году после смерти своего брата Шейх-Мамай-бия Юсуф-бий унаследовал княжеский престол. Назначил новым нурадином своего младшего брата Исмаила. Юсуф-бий со своими улусами кочевал по Яику и Каме, рядом с Казанским ханством, а его брат нурадин Исмаил владел кочевьями по Волге и зимовал вблизи Астрахани.
Юсуф-бий проводил активную внешнюю политику, враждебную Московскому государству. В 1533 году выдал свою дочь Сююмбике замуж за казанского хана Джан-Али (1532—1535). В 1535 году казанский хан Джан-Али, ставленник Москвы, был убит в результате заговора. Казанские князья пригласили на ханство крымского царевича Сафа-Герая, который уже в 1524-1531 годах занимал ханский трон. В 1536 году Сафа Герай вторично занял ханский престол и женился на Сююмбике.
В 1546 году Юсуф-мирза помог своему зятю и союзнику, казанскому хану Сафа-Гирею, вернуть себе ханский престол в Казани, выделив ему в помощь ногайское войско.
В марте 1549 года в Казани скончался хан Сафа Герай. Новым казанским ханом был провозглашен его малолетний сын Утямыш-Гирей, сын Сююмбике и внук Юсуфа. В 1549 и 1551 гг. Юсуф-бий организовал набеги на Казанское ханство. Его сын Юнус-мирза совершал многочисленные набеги на приграничные земли Московского княжества.
В 1549 году московское правительство отправило в Ногайскую Орду своего посланца Петра Тургенева, который смог убедить нурадина Исмаила, младшего брата Юсуф-бия, перейти на сторону Москвы.
В декабре 1550 года ногайские мурзы из улусов Юсуфа совершили нападение на мещерские (Мещерский юрт) и рязанские земли. Московские воеводы разгромили противника.
В марте 1552 года Юсуф-бий посадил на ханский престол в Казани своего ставленника, астраханского царевича Ядыгар-Мухаммеда. Ядыгар-Мухаммед прибыл в Казань в сопровождении ногайского отряда под командованием мурзы Джан-Мухаммеда, брата Юсуфа. В октябре того же года московская армия под предводительством царя Ивана Грозного взяла штурмом Казань.
После падения Казани в 1552 г. Юсуф-бий продолжал проводить антимосковскую политику, встречая при этом сопротивление своего младшего брата, нурадина Исмаила. Промосковски настроенный Исмаил-мирза возглавил оппозицию Юсуфу в Ногайской Орде.
В ходе Казанской войны ногайский бий Юсуф оказывал военную поддержку повстанцам, послав небольшой отряд в помощь Мамич-Бердею. Казанские повстанцы неоднократно обращались за военной помощью в Ногайскую Орду, они пригласили на ханский престол мурзу Мухаммада, старшего сына нурадина Исмаила. Однако Мухаммад-мурза, отец которого склонялся к союзу в пользу России, отказался от ханского престола. Тогда казанцы избрали своим ханом мурзу Али-Акрама, сына Юсуфа и брата Сююмбике.
Ногайский бий Юсуф готовился выступить на помощь своему сыну Али-Акраму и собрал большое войско (до 120 тыс. чел.), с которым осенью 1553 года планировал напасть на московские владения. Под Астраханью Юсуф-бий переправился через Волгу. Астраханский хан Ямгурчи приказал своим подданным на судах перевезти ногайцев и выделил на помощь Юсуфу пятьсот человек. Юсуф-бий отправил разведчиков на реки Хопер и Дон. Юсуф планировал по крымской дороге выступить в донские степи, а оттуда напасть на рязанскую землю. Однако этот поход не состоялся, нурадин Исмаил-мирза, пользовавшийся большим влиянием в Ногайской Орде, заявил о своём союзе с Москвой и отказался участвовать в походе на русские земли, угрожая войной своему брату Юсуфу.
Зимой 1554-1555 года Юсуф-бий потерпел поражение и погиб в междоусобной войне со своим младшим братом, нурадином Исмаилом. Сыновья Юсуфа продолжили борьбу с Исмаилом, потерпели поражение и откочевали в крымские владения, а затем перешли на московскую службу.
От Юсуф-бия берёт начало княжеская фамилия Юсуповых.